# Hermagoras haematomus
Hermagoras haematomus är en insektsart som först beskrevs av John Obadiah Westwood 1859.  Hermagoras haematomus ingår i släktet Hermagoras och familjen Phasmatidae. Inga underarter finns listade i Catalogue of Life.